# U Normae
U Normae är en pulserande variabel  av Delta Cephei-typ (DCEP) i stjärnbilden Vinkelhaken.
Stjärnan varierar mellan visuell magnitud +8,63 och 9,83 med en period av 12,64371 dygn.